# سارة هاردنغ
سارة نيكول هاردنغ (بالإنجليزية: Sarah Nicole Harding؛ 17 نوفمبر 1981 – 5 سبتمبر 2021
) كانت مغنية وكاتبة أغاني وراقصة وعارضة أزياء وممثلة إنجليزية بريطانية ولدت في بلدة أسكوت في بيركشاير في إنجلترا في المملكة المتحدة، بدأت مشوارها كعضوة في فرقة غيرلز الآود وأنتجت أيضاً أغاني خاصة بها، وفي التمثيل مثلت في فلم Bad Day في 2008 ومثلت في أفلام Freefall في 2009 و Run for Your Wife في 2012 و St Trinian's 2: The Legend of Fritton's Gold في 2009.

## الحياة الشخصية
في 26 أغسطس 2020 أقرت سارة هاردنغ بتشخيصها بسرطان الثدي وأنه قد انتشر في جسدها. وفي شهر مارس عام 2021، صرحت هاردنغ أن حالة مرضها نهائية وأنها لن تتمكن من الاحتفال بعيد الميلاد المقبل في نفس السنة. توفيت سارة هاردنغ يوم 5 سبتمبر 2021 عن 39 عاما.

## روابط خارجية
- سارة هاردنغ على موقع IMDb (الإنجليزية)
- سارة هاردنغ على موقع ألو سيني (الفرنسية)
- سارة هاردنغ على موقع ميوزك برينز (الإنجليزية)
- سارة هاردنغ على موقع أول موفي (الإنجليزية)
- سارة هاردنغ على موقع قاعدة بيانات الأفلام السويدية (السويدية)
- سارة هاردنغ على موقع أول ميوزيك (الإنجليزية)
- سارة هاردنغ على موقع ديسكوغز (الإنجليزية)
- سارة هاردنغ على موقع قاعدة بيانات الفيلم (الإنجليزية)
- سارة هاردنغ على موقع ليتربوكسد (الإنجليزية)
- سارة هاردنغ على موقع كينوبويسك (الروسية)
- سارة هاردنغ على موقع كينوبويسك (الروسية)